# Редагування генома

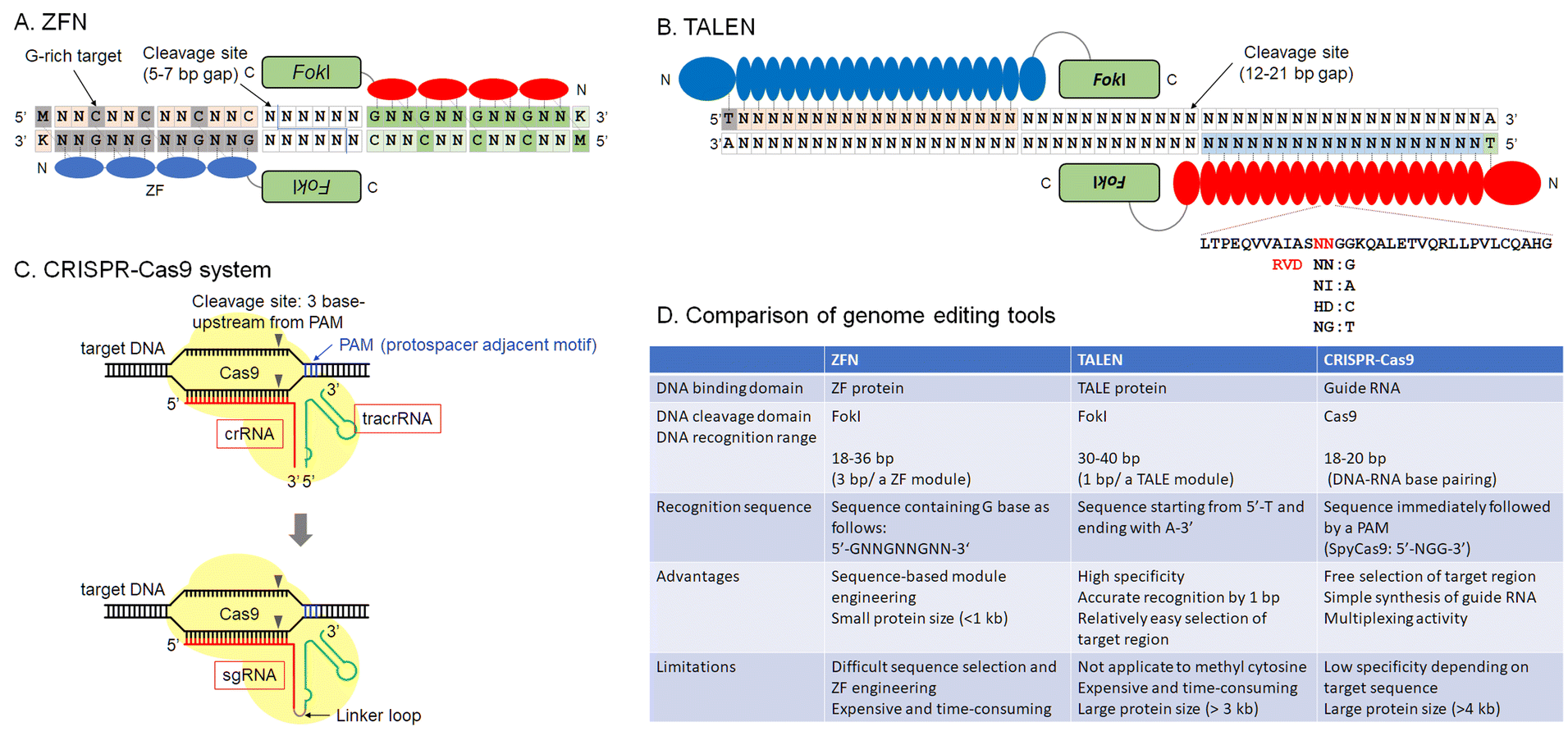
Огляд поточних інструментів редагування геному: цинкового пальця (ZFN) (A), (B), система CRISPR-Cas9 (C) і порівняльна таблиця цих інструментів (D).

Редагування генома — це революційна технологія генетичної інженерії та біотехнології, яка дозволяє точно модифікувати ДНК організму, дозволяючи цілеспрямовано змінювати його генетичну інформацію. Цей процес передбачає зміну певних послідовностей ДНК, що відкриває безпрецедентні можливості в наукових дослідженнях, медицині, сільському господарстві та інших галузях.
В основі редагування геному лежить низка методів, найвідомішим з яких є CRISPR-Cas9. CRISPR-Cas9 використовує направляючу молекулу РНК для націлювання на певну послідовність генів у геномі, спрямовуючи фермент Cas9 робити точні розрізи в цьому місці. Ці розрізи можна використовувати для видалення, вставки або модифікації генів з надзвичайною точністю.
Потенційні застосування редагування геному величезні та різноманітні. У медицині він є перспективним для лікування генетичних розладів шляхом корекції дефектних генів. Крім того, це дозволяє розробити більш ефективні методи лікування негенетичних хвороб, персоналізованої медицини та, можливо, навіть викорінити певні спадкові захворювання.
У сільському господарстві редагування геному відкриває можливості для створення культур із покращеною врожайністю, вмістом поживних речовин і стійкістю до шкідників або екологічних стресів. Ця технологія пропонує точні та ефективні засоби посилення бажаних властивостей у рослин і тварин, тим самим сприяючи глобальній продовольчій безпеці та сталим методам сільського господарства.
Однак, поряд зі своїм неймовірним потенціалом, редагування геному викликає етичні, соціальні та регуляторні проблеми. Етичні наслідки маніпулювання основними будівельними блоками життя вимагають ретельного розгляду та відповідального використання цієї технології, щоб гарантувати, що її переваги збалансовані з етичними міркуваннями, безпекою та наслідками для суспільства.
Оскільки дослідження та розробки в області редагування геному активно продовжують, вкрай важливо сприяти діалогу між науковцями, політиками, філософами та громадськістю, щоб орієнтуватися в етичних, правових і соціальних наслідках, одночасно використовуючи величезний потенціал для благополуччя людства та довкілля.

## Історія
Концепція редагування генів бере свій початок у 1970-х роках, коли були створені перші рекомбінантні молекули ДНК. Технологія рекомбінантної ДНК, новаторська інновація, розроблена на початку 1970-х років, Полом Бергом з колегами, стала монументальним кроком вперед у генетичних маніпуляціях. Цей новаторський метод здійснив революцію в біології, дозволивши вченим маніпулювати молекулами ДНК поза межами природного середовища клітини, а Пол Берг згодом розділив Нобелівську премію з хімії 1980 року разом з дослідниками технології секвенування геному. За своєю суттю технологія рекомбінантної ДНК передбачає вирізання та зшивання послідовностей ДНК з різних джерел.  Цей прорив дозволив вченим вставити чужорідну ДНК в організми господаря, що призвело до створення генетично модифікованих організмів (ГМО), що було описано в науковій статті 1973 року Стенлі Н. Коеном і Гербертом Боєром та колегами. Коен і Боєр досягли цього шляхом ідентифікації та виділення специфічних послідовностей ДНК за допомогою рестрикційних ферментів, які діють як молекулярні ножиці, здатні розщеплювати ДНК у точних місцях. Потім вони використали ДНК-лігазу, фермент, який полегшує з’єднання фрагментів ДНК, щоб з’єднати ці послідовності разом, утворюючи рекомбінантні молекули ДНК. Здатність передавати гени між різними видами відкрила сферу можливостей, уможливлюючи введення бажаних ознак в організми або модифікацію існуючих генетичних характеристик.

Різні покоління нуклеаз, що використовуються для редагування геному, і шляхи відновлення ДНК, які використовуються для модифікації цільової ДНК.

Сфера еволюціонувала завдяки розробці різноманітних методів, включаючи ферменти рестрикції, ПЛР та націлювання на гени. Відкриття РНК-інтерференції (RNAi) і нуклеаз цинкового пальця (ZFN) ще більше розширило можливості редагування генів. Розробка ефекторних нуклеаз, подібних до активатора транскрипції (TALEN), і системи CRISPR-Cas9 у 2010-х роках ознаменувала поворотний момент у цій галузі, запропонувавши точні та ефективні методи редагування послідовностей ДНК.
Дженніфер Даудна та Емманюель Шарпантьє отримали Нобелівську премію з хімії у 2020 році та цілу низку престижних наукових нагород та відзнак за розвиток методу редагування генома CRISPR-Cas9 на початку 2010-х. В анотації до статті 2023 року соавторства Дженніфер Даудни «Технологія CRISPR: десятиліття редагування геному – це лише початок», опублікованій в журналі Science, зазначається:
Галузі молекулярної біології, генетики та геноміки перебувають на критичному етапі — моменті в історії, коли конвергенція знань і методів зробила технічно можливим і неймовірно корисним редагування конкретних пар основ або сегментів ДНК у клітинах і живих організмах. Поява кластерного редагування генома з короткими паліндромними повторами (CRISPR) у поєднанні з прогресом у обчислювальній техніці та можливостях обробки зображень започаткувала нову еру, в якій ми можемо не лише діагностувати захворювання людини та навіть передбачити індивідуальну сприйнятливість на основі особистої генетики, але й діяти на цю інформацію. Так само ми можемо як ідентифікувати, так і швидко змінювати гени, відповідальні за властивості рослин, змінюючи темп сільськогосподарських досліджень і селекції рослин. Застосування цієї конвергенції технологій є глибокими та далекосяжними — і вони відбуваються зараз. За десятиліття після публікації CRISPR-Cas9 як технології редагування геному інструментарій CRISPR та його додатки кардинально змінили біологічні дослідження, вплинувши не лише на пацієнтів із генетичними захворюваннями, а й на сільськогосподарську практику та продукти.

## Техніки редагування геному
Редагування генів передбачає цілеспрямовану модифікацію генетичного матеріалу організму для досягнення бажаних результатів. Ці результати можуть варіюватися від лікування генетичних захворювань до підвищення стійкості сільськогосподарських культур. Технології редагування генів стрімко прогресували в останні роки з відкриттям CRISPR-Cas9, революційного інструменту, який значно спростив і прискорив процес редагування геному.
На відміну від ранніх методів генної інженерії, які випадковим чином вставляють генетичний матеріал у геном хазяїна, редагування геному націлює вставки на певні місця. Основним механізмом, задіяним у генетичних маніпуляціях за допомогою програмованих нуклеаз, є розпізнавання цільових геномних локусів та зв'язування ефекторного ДНК-зв'язуючого домену (DBD), дволанцюгових розривів (DSB) у цільовій ДНК ендонуклеазами рестрикції (FokI та Cas) та відновлення DSB за допомогою відновлення, спрямованого на гомологію (HDR) або негомологічного з'єднання кінців (NHEJ).

### CRISPR-Cas9

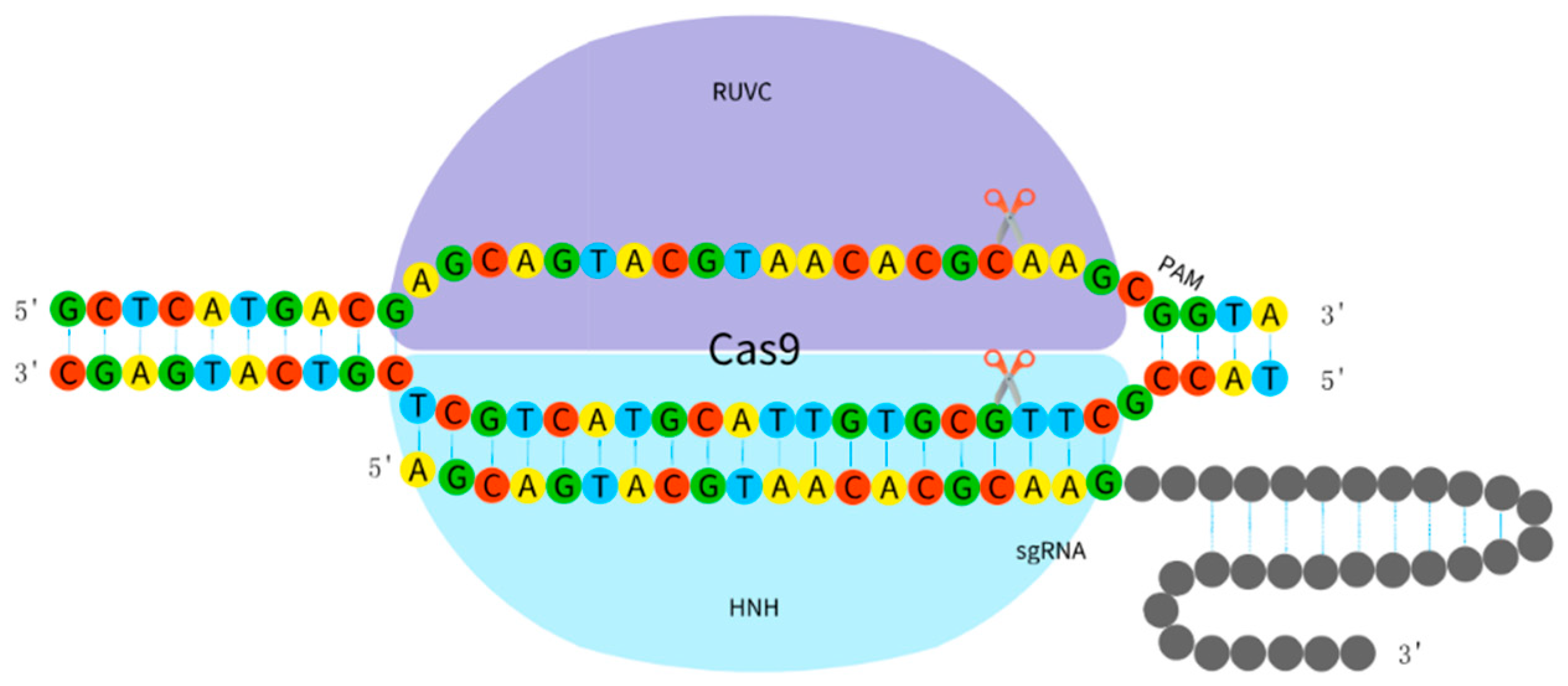
Принципова діаграма CRISPR/Cas9.

CRISPR-Cas9 — це універсальна та ефективна техніка редагування генів, отримана від бактеріальної імунної системи. CRISPR (Clustered Regularly Interspaced Short Palindromic Repeats) — це послідовності бактеріальної ДНК, які є частиною адаптивної імунної системи, тоді як Cas9 — це фермент, який розщеплює ДНК. Разом їх можна запрограмувати на націлювання на певні послідовності ДНК і введення модифікацій. CRISPR-Cas9 став найпоширенішим методом редагування генів завдяки простоті використання, економічній ефективності та високій точності.
Зусилля, спрямовані на покращення систем доставки CRISPR/Cas9, що має вирішальне значення для застосувань in vivo, зосереджені на безпечних, біосумісних варіантах, які долають біологічні бар’єри. Вірусні вектори, такі як AAV, аденовіруси та лентивіруси, поширені, але обмежені в розмірі вантажу та можуть викликати занепокоєння щодо імуногенності, тоді як невірусні носії, що охоплюють ліпіди, полімери, пептиди та неорганічні наноносії, є перспективними завдяки масштабованості, специфічності та біостабільності, але вимагають подальших досліджень для оптимальної ефективності доставки CRISPR/Cas9.

### TALEN

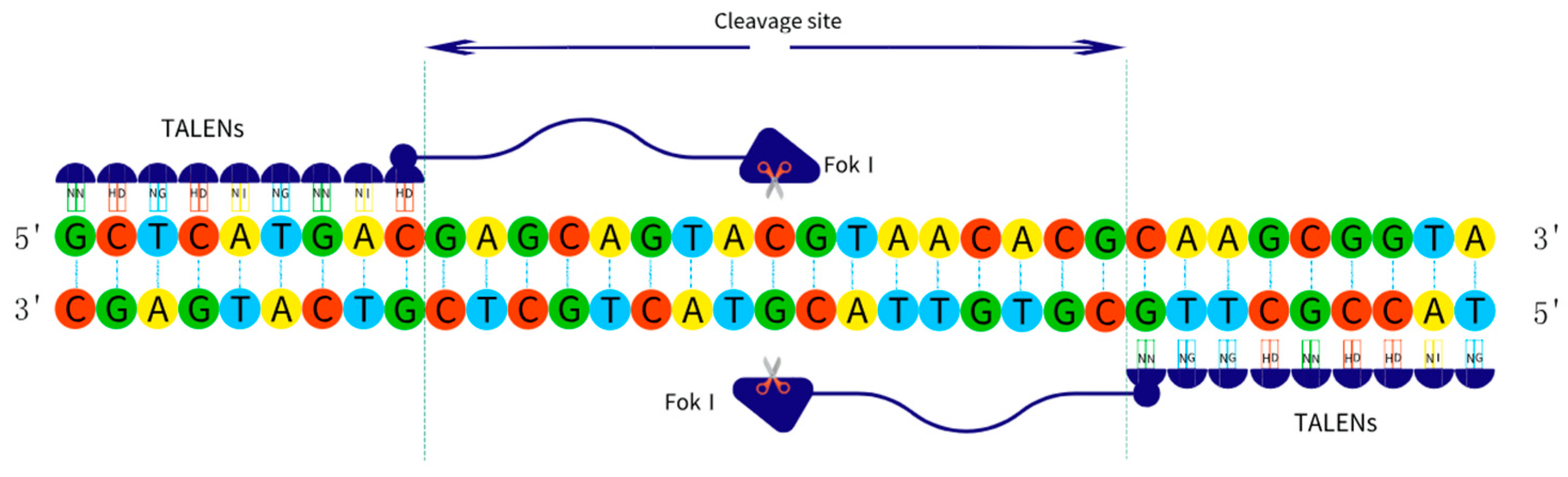
Принципова схема TALEN.

Ефекторні нуклеази, подібні до активатора транскрипції (TALEN – Transcription activator-like effector nucleases), — це сконструйовані білки, які можуть бути розроблені для зв’язування та розщеплення певних послідовностей ДНК. Вони складаються з ДНК-зв'язуючого домену та нуклеазного домену. TALEN легко налаштовуються та пропонують точний метод для редагування генів, але є більш складними та трудомісткими для проектування та створення порівняно з CRISPR-Cas9.

### Нуклеази цинкового пальця (ZFN)

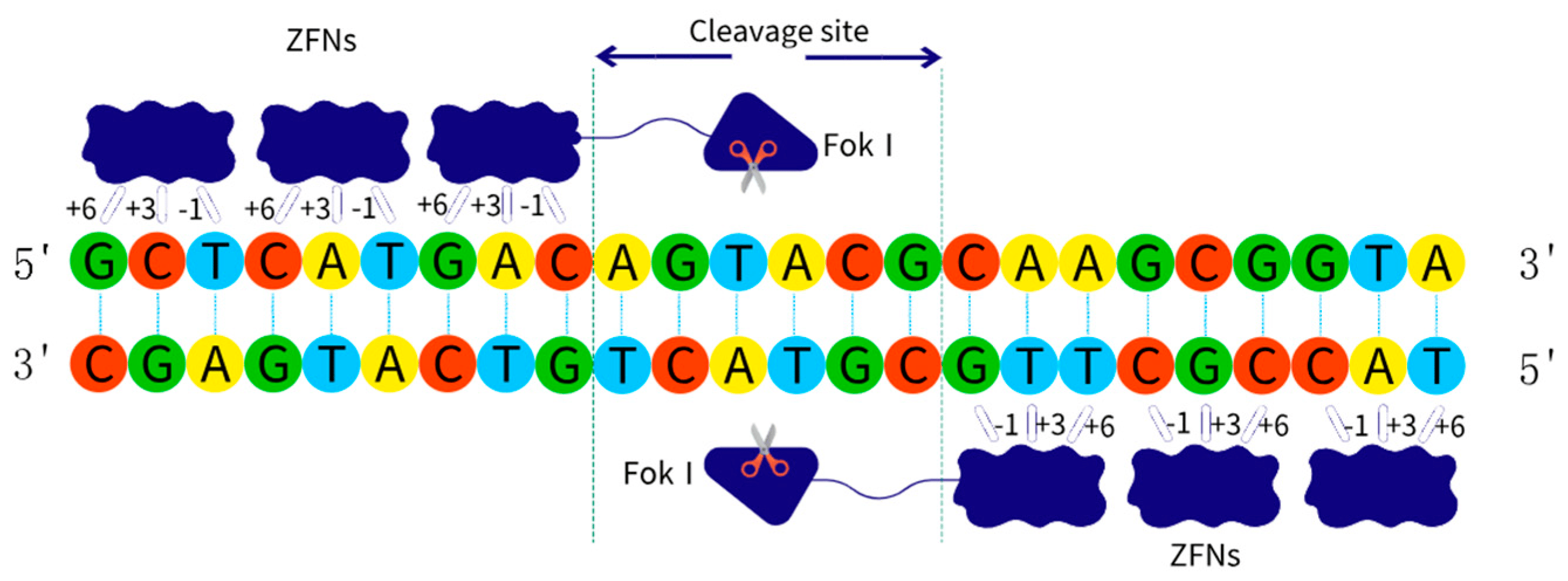
Принципова схема цинкового пальця.

Нуклеази цинкового пальця (ZFN) — це сконструйовані білки, які містять ДНК-зв’язуючий домен і нуклеазний домен. Подібно до TALEN, ZFN можуть бути розроблені для націлювання на певні послідовності ДНК для редагування. Однак вони мають нижчу ефективність і специфічність порівняно з TALEN і CRISPR-Cas9.

### Редагування основ
Редагування основ (Base editing) — це метод, який безпосередньо перетворює одну пару основ в іншу без необхідності дволанцюгових розривів ДНК. Він використовує модифіковані системи CRISPR-Cas9 або CRISPR-Cas12a, злиті з ферментом, що редагує основи, таким як цитидиндезаміназа або аденіндезаміназа. Базове редагування пропонує точний і ефективний підхід для внесення конкретних змін одного нуклеотиду без збільшення вставок або видалень.

### Первинне редагування (Prime editing)

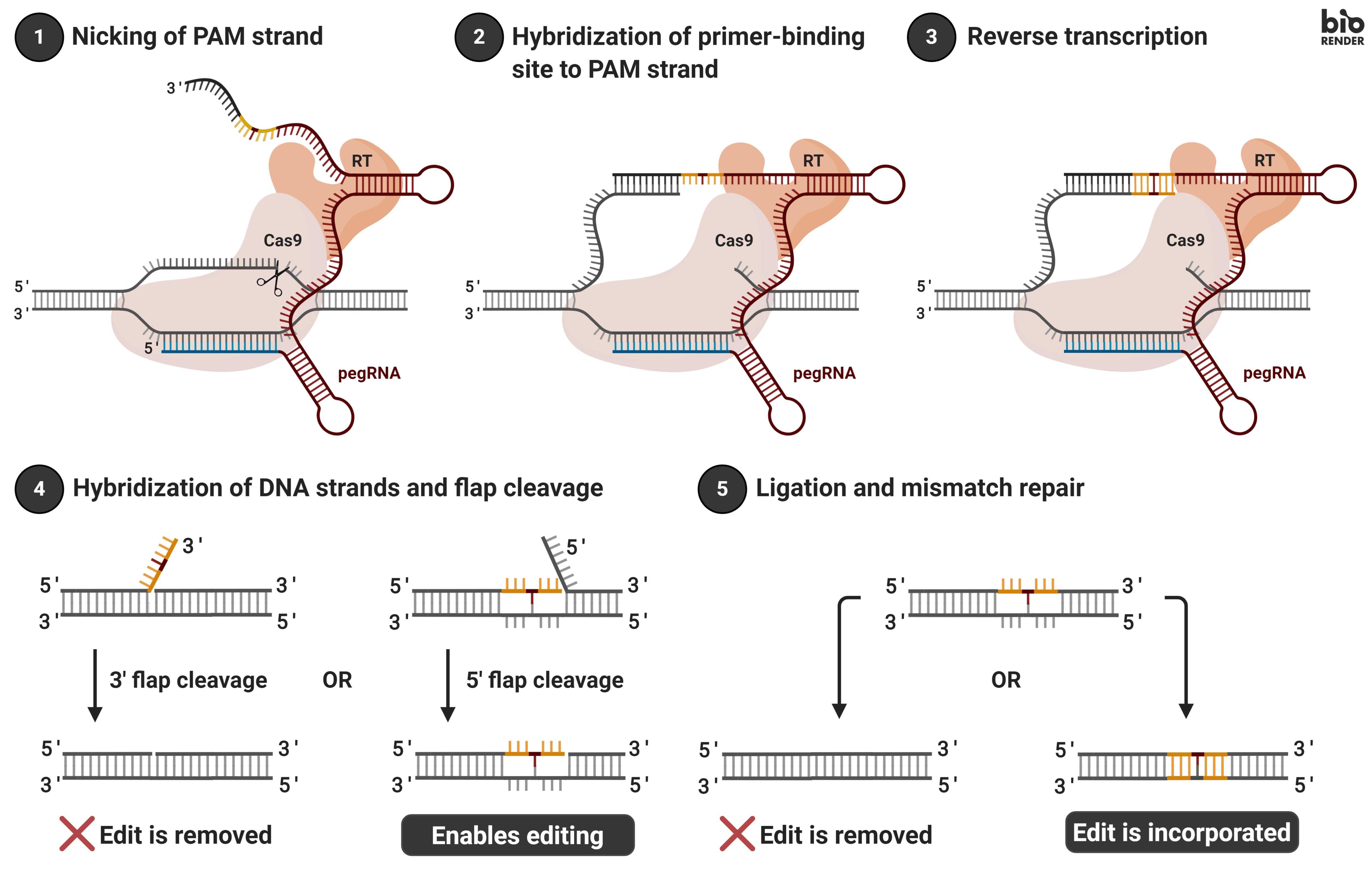
Механізми Prime editing

Prime editing — це новіша техніка редагування генів, яка поєднує аспекти CRISPR-Cas9 і редагування основ. У ньому використовується модифікований фермент Cas9, злитий із ферментом зворотної транскриптази, а також спеціально розроблена молекула РНК, яка називається основною направляючою РНК для редагування (pegRNA). Основне редагування дозволяє вносити більш різноманітні та точні модифікації, включаючи вставки, видалення та перетворення основ, без утворення дволанцюгових розривів ДНК.

### Програмоване додавання за допомогою елементів націлювання на сайт (PASTE)
PASTE (точні редактори основ аденіну та цитозину) — це відносно новий метод редагування генів, який розширює сферу редагування основ. PASTE забезпечує точне перетворення як аденіну (A) на гуанін (G), так і цитозину (C) на тимін (T) у послідовностях ДНК. Ця техніка використовує унікальну комбінацію CRISPR-Cas9, редакторів основи цитозину (CBE) і редакторів основи аденіну (ABE) для досягнення цих перетворень. PASTE пропонує потужний інструмент для внесення специфічних і цілеспрямованих модифікацій у послідовності ДНК з високою ефективністю, розширюючи можливості застосування редагування основи в дослідженнях і терапії.

## Застосування

### Медицина
Редагування генів має великі перспективи в медицині для лікування та профілактики генетичних розладів і захворювань. Його використовували для корекції генетичних мутацій у тваринних моделях захворювань людини, та в клітинах людини, включаючи серпоподібноклітинну анемію, муковісцидоз і м’язову дистрофію. Крім того, вивчається можливість редагування генів для розробки нових методів лікування мітохондріальних патологій, онкопатологій та інших хвороб людини.
Див. також — Генотерапія, Генетична інженерія.

#### Використання для геному людини
У листопаді 2017 року в Каліфорнії здійснено першу у світі процедуру щодо «редагування» генома дорослої людини. Пацієнтом став дорослий чоловік з мукополісахаридозом ІІ типу (синдромом Хантера).
У листопаді 2018 китайські вчені повідомили про двійню (Лулу і Нана), яким вперше у світі серед дітей було відредаговано геном. Їхній геном було відредаговано для стійкості від вірусу ВІЛ.

### Сільське господарство

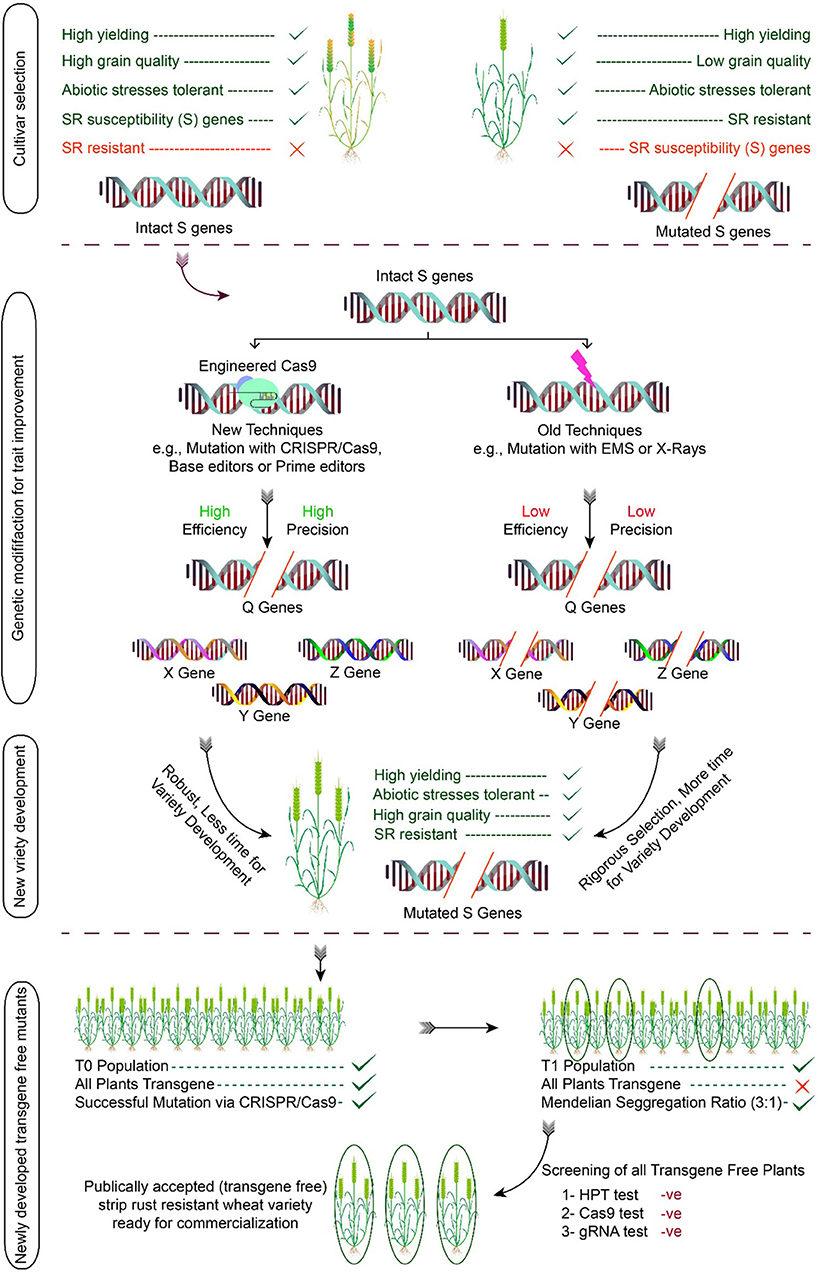
Виведення сорту пшениці, стійкого до іржі, за допомогою системи CRISPR/Cas.

Редагування генів має потенціал для революції в сільському господарстві шляхом підвищення врожайності, вмісту поживних речовин і стійкості до шкідників і хвороб. Його використовували для вирощування культур із покращеними властивостями, таких як стійка до гербіцидів соя, посухостійка кукурудза та яблука, які не буріють. Також було створено генно-відредаговану худобу та рибу з бажаними рисами, такими як збільшення м’язової маси або стійкість до хвороб.
Див. також — Генетична інженерія.

### Біотехнологія та промисловість
Редагування генів відіграє вирішальну роль у біотехнологічній та фармацевтичній промисловості. Його використовують для виробництва генетично модифікованих організмів для досліджень, виробництва ліків і розробки біопалива. Крім того, редагування генів використовувалося для посилення виробництва ферментів, білків та інших цінних біомолекул. (див. також Біофармацевтика, Біофармакологія)

## Генотерапія та редагування геному: відмінності
І редагування геному, і генотерапія пов'язані з модифікацією генетичного матеріалу для лікування захворювань, але вони відрізняються підходом і цілями.
Редагування геному стосується цільової модифікації послідовностей ДНК у геномі клітини чи організму за допомогою молекулярних інструментів, таких як CRISPR-Cas9. Ця технологія дозволяє вносити точні та специфічні зміни в послідовність ДНК, наприклад додавати або видаляти певні гени або виправляти мутації, які викликають захворювання.
З іншого боку, генна терапія передбачає введення нового генетичного матеріалу в клітини пацієнта для лікування або лікування хвороби. Це можна зробити шляхом введення здорової копії дефектного гена, заміни відсутнього або нефункціонуючого гена або введення нового гена, який може забезпечити терапевтичну користь.
У деяких випадках редагування геному можна використовувати як інструмент генної терапії. Наприклад, редагування геному можна використовувати для модифікації ДНК власних клітин пацієнта для введення терапевтичних генів або для виправлення мутацій у генах пацієнта перед їх введенням як частину лікування генною терапією.
Загалом і редагування геному, і генна терапія мають великі перспективи для лікування генетичних захворювань, і поточні дослідження продовжують удосконалювати ці методи та розробляти для них нові застосування.

## Додаткова література

### Книги
- Geraldo A. Passos (2023). Genome Editing in Biomedical Sciences. Springer Cham, Springer Nature. ISBN 978-3-031-33324-8.
- Synthego (2023). CRISPR Revolution in Cell & Gene: Therapy Key Challenges and Potential Solutions in Clinical Development..
- Slokenberga Santa; Minssen Timo; Nordberg Ana (2023). Governing, Protecting, and Regulating the Future of Genome Editing: The Significance of ELSPI Perspectives. Brill | Nijhoff. ISBN 978-90-04-52613-6.
- Food and Agriculture Organization of the United Nations (2022). Gene editing and agrifood systems. ООН.
- Gupta, Om Prakash; Karkute, Suhas Gorakh (2022). Genome editing in plants: principles and applications (1st edition). Boca Raton. ISBN 978-1-000-41019-8.

### Журнали
- Nature Biotechnology
- CRISPR Journal
- Gene and Genome Editing
- Frontiers in Genome Editing
- Gene Therapy

### Статті
- Matsumoto, Daisuke; Nomura, Wataru (20 червня 2023). The history of genome editing: advances from the interface of chemistry & biology. Chemical Communications (англ.). doi:10.1039/D3CC00559C.
- Sinclair, Frazer; Begum, Anjuman A.; Dai, Charles C.; Toth, Istvan; Moyle, Peter M. (2023-05). Recent advances in the delivery and applications of nonviral CRISPR/Cas9 gene editing. Drug Delivery and Translational Research (англ.). doi:10.1007/s13346-023-01320-z.
- Wang Joy Y.; Doudna Jennifer A. (20 січня 2023). CRISPR technology: A decade of genome editing is only the beginning. Science (англ.) 379 (6629). doi:10.1126/science.add8643.
- The Essential Guide To Genome Engineering: Techniques & Applications (2022)
- CRISPR in Agriculture: An Era of Food Evolution